# Dnjipro (grad)
Dnjipro (ukr. Дніпро), do prije 19. travnja 2016. Dnjepropetrovsk (preimenovanje u procesu dekomunizacije,
Dnjipropetrovsk, Dnipropetrovs'k ili Dnipropetrovsk  (ukr.: Дніпропетровськ; rus.: Днепропетровск, prethodno poznat kao Jekaterinoslav / rus.: Екатеринославъ); je treći grad po veličini u Ukrajini s 1,1 milijuna stanovnika u užem gradskom središtu. Nalazi se južno od glavnoga grada Kijeva na rijeci Dnjepru, u južnom - središnjem dijelu zemlje.
Grad Dnjipro upravno je središte Dnjipropetrovske oblasti. Prema popisu iz 2001., u sklopu širega gradskog područja Dnjipra živi oko 1,860.000 ljudi. Dnjepropetrovsk je važno industrijsko središte Ukrajine, jedan od ključnih centara za nuklearno oružje i svemirsku industriju u bivšem Sovjetskom Savezu. Sjedište je vojne industrije Južmaš (ukr.: Южмаш), proizvođača balističkih projektila i raketa.
Zbog svoje razvijene vojne industrije i nacionalne sigurnosti Sovjetskog Saveza, grad je bio zatvoren za turiste i druge strance sve do 1990-ih. Danas je grad jedna od turističkih destinacija i vrlo ugodno mjesto za svakodnevan život ukrajinskih i stranih državljana. Dnjepropetrovsk ima visoko razvijen sustav javnog prijevoza, uključujući i Dnjiprovski metro, koji se sastoji od jedne linije s ukupno 6 postaja.

## Zemljopis i klima
Ljeta u Dnjipru su umjereno topla. Prosječna temperatura u srpnju kreće se oko 27 °C, dok su zime relativno hladne i njihova prosječna dnevna temperatura u siječnju kreće se oko -4 °C. Najugodnije klima može se osjetiti u kasno proljeće, drugi dio travnja i svibnja, te početkom jeseni, u mjesecu rujnu i listopadu. Kišna razdoblja karakteristična su uglavnom za jesen, dok je ostali dio godine uglavnom suh i vjetrovit. Klima cijele Dnjepropetrovske oblasti kreće se između umjerene i kontinentalne klime.

## Povijest grada
Na širem području grada pronađeni su tragovi ljudskih nastambi stari i do 150.000 g. pr. Kr. Nastambe su pronađene na periferiji grada na lokaciji imena Manastirski otok. Ova lokacija je tijekom povijesti gotovo uvijek predstavljala određeno stanište i starodrevnu jezgru cjelog naseljenog područja.
Na ovom otoku je osnovan samostan(manastir) od strane bizantinskih redovnika (po samostanu je otok dobio ime). Ovaj samostan postojao je do 1240., kada su ga uništili Mongoli. Od tada je rijeka Dnjepar za nekoliko stoljeća bila granica između istočne i zapadne civilizacije, i poprište borbi između Slavena i azijskih nomadskih plemena koji su prodirali prema Europi.
Takva situacija za taj je prostor bila karakteristična sve do XV. stoljeća, kada se u ukrajinskoj stepi pojavila nova društvena i politička snaga tog vremena; slobodni ljudi poznatiji pod imenom Kozaci - Zaporoški Kozaci (Zaporožje - zemlja južno od Pridnjeprovlja, što znači Zemlja nakon riječnih brzaca). Kozaci su u etničkom smislu bili siromašni ukrajinski seljaci, lovci i ratni veterani, koji su imali slaba prava pod okupacijom Poljaka u sjeverozapadnoj Ukrajini.

### Kozačko doba: XVI.-XVIII. st.
Prvi utvrđeni grad, na mjestu današnjeg grada Dnjipra izgrađen je sredinom XVI. st., točnije 1635. godine, kada su Poljaci izgradili tvrđavu imena Kodak pored Dnjepra uz riječne brzace (kodaki) (taj se prostor danas nalazi na periferiji modernog Dnjipra). Tvrđava je bila rezultat suparništva između kozačke i poljske vojske, te političkog suparništva između; Poljske, Turske i Rusije.
U noći s 3. na 4. kolovoza 1635., Kozaci predvođeni ukrajinskim hetmanom Ivanom Sulimom, iznenadili su i osvojili poljsku utvrdu, zapalili je i pobili posadu od 200 plaćenih vojnika Jeana Mariona. Utvrdu je obnovio francuski inženjer Guillaume le Vasseur de Beauplan (1638.), i u njoj je bila prisutna poljska vojna posada. Tada su je Zaporiški Kozaci 1. listopada 1648., ponovno osvojili i njom vladali do njezina rušenja u skladu s Mirovnim ugovorom iz Pruta 1711. godine.

### Rusko carstvo: 1775. – 1917.
Današnji je Dnjipro osnovan kao naselje u sklopu ruskih nastojanja da ovlada teritorijem sjeverno od crnomorske obale, prostorom tada nazvanim Novorosijska gubernija. Grad se prvotno zvao Jekaterinoslav (složenica od riječi Katarina i slava - Katarina Velika). Ubrzo je postao administrativno središte tadašnje Jekaterinoslavske gubernije, u koju su pristizali mnogi ruski i ukrajinski doseljenici. Prema ideji carice Katarine II. Velike, grad je bio osnovan i predodređen za formiranje u veliko južno kulturno i trgovačko središte Ruskog carstva poput Petrograda, ali se takve namjere u konačnici iz objektivnih razloga nikada nisu ostvarile.
Godine 1774., knez Potemkin postavljen je za namjesnika Novorosijske gubernije, te počinje s osnivanjem novih gradova u cjeloj južnoj ukrajinskoj regiji i programom poticanja doseljavanja stranih doseljenika. Grad Jekaterinoslav osnovan je 1776., ali ne na trenutačnoj lokaciji, već na ušću rijeke Samare i rijeke Kilčena, sjeverno od rijeke Dnjepra. Do 1782., u gradu je živjelo svega 2194 stanovnika. Položaj ovog naselja bio je loše izabran jer je naselje patilo od stalnih proljetnih poplava.
Godine 1783., grad Jekaterinoslav je premješten na sadašnje mjesto, na južnoj obali rijeke Dnjepra. Stanovništvo iz starog naselja preseljeno je na novu lokaciju, prebačeni su na novu riječnu obalu. Potemkinovi planovi za novi grad bili su grandomanski i nisu u konačnici realizirani. Po njima je grad trebao imati najveću katedralu na svijetu, sveučilište (tada nije napravljeno).
Rijeka Dnjepar premošćena je 1796. godine, i to je ubrzalo rast trgovine početkom 19. st., no unatoč tome, Jekaterinoslav je ostao relativno mali sve do 1880., kada je izgrađena željeznička pruga, tada je počeo nagli industrijski razvoj grada. Pravi razvoj grad je doživio kad su otkrivena velika nalazišta ugljena u Donjecku 1869. – 72. godine, i željezna rudača 1866., koja je bila pretpostavljena za ravoj cjelog tadašnjeg imperija.
Jekaterinoslav je bio treći grad u tadašnjem Ruskom Carstvu koji je dobio tramvaj 1897. Godine 1899. u gradu je otvorena Visoka škola za rudarstvo.

### Sovjetski Savez: 1919. – 1991.
Za vrijeme njemačke okupacije Ukrajine (Drugi svjetski rat), grad je bio jedan od šest Generalbezirka Ukrajine (okupacijska podjela), pod direktnom vlašću Reichskommissara iz Kijeva. U Dnjipru je do rata živjelo 80.000 Židova, no ubrzo nakon nacističkog osvojanja grada (12. listopada 1941.), 11.000 tisuća je odmah pobijeno, tako je kraj rata dočekalo njih svega 15.
Tijekom prošlog stoljeća, snažna gospodarska aktivnost grada oblikovala se je i zbog njegove izuzetne političke važnosti. Dnjipro i njegova okolica bili su rodno mjesto Dnjepropetrovske frakcije; jedne utjecajne neformalne političke grupe unutar ukrajinskog sovjetskoga vrha. I dugogodišnji generalni sekretar Komunističke partije Sovjetskog Saveza Leonid Brežnjev, bio je rodom iz obližnjeg grada Kam'janske. Za ovu grupu su mnogi držali da drži sve konce vlasti ne samo u Ukrajinskoj SSR, već i u cijelom Sovjetskom Savezu. Sovjetska Ukrajina je za sve sovjetske političare i vlast u Moskvi predstavljala vrlo bogat i neotuđiv dio Sovjetskog Saveza, koji je često prehranjivao cjelu državu.

### Stjecanje neovisnosti 1991.
Početkom 1990.-tih najmoćnija politička grupa ljudi u gradu Dnjipru kretala se oko Leonida Kučme, bivšeg predsjednika Ukrajine. Nakon 2004. godine, političku vlast u toj cijeloj regiji ima ukrajinska premijerka Julija Tymošenko.

## Povijesna demografska kretanja
| Godina   | Narodnost građana | Narodnost građana | Narodnost građana | Narodnost građana | Narodnost građana | strani Građani |
| Godina   | Rusi              | Ukrajinci         | Židovi            | Poljaci           | Nijemci           | strani Građani |
| -------- | ----------------- | ----------------- | ----------------- | ----------------- | ----------------- | -------------- |
| 1897.    | 47.200            | 17.787            | 39.979            | 3.418             | 1.438             | 1.075          |
| 1897.    | 42,6%             | 16,0%             | 36,1%             | 3,1%              | 1,3%              | 1,0%           |
| 1904.(?) | 52%               | 52%               | 40%               | 4,5%              | Nedeklarirano     | Nedeklarirano  |

U razdoblju između 1923. i 1933. broj etničkih Ukrajinaca u izrazito multikulturalnom gradu naglo se popeo sa 16 na 48 posto. Danas više od polovicu stanovnika u gradu Dnjipru i dalje čine etnički Ukrajinci, no kroz povijest ti su odnosi varirali s velikim omjerom ruske i židovske populacije. Židovska populacija je drastično smanjena tijekom Drugog svjetskog rata.

## Gospodarstvo
Dnjepropetrovsk je glavno industrijsko središte središnje Ukrajine. U gradu je nekoliko velikih pogona teške industrije koje proizvode široku paletu proizvoda, uključujući lijevano željezo, valjane metalne cijevi, strojeve, različite rudarske strojeve, kombajne, poljoprivrednu opremu, traktore, trolejbuse, hladnjake, različite kemikalije.
Najpoznatiji i najstariji pogon (osnovan u 19. st.) zove se Metalurški zavod. U gradu postoji dosta tvornica prehrambene industrije i elektromaterijala. Razvijena je i tekstila industrija, koja danas radi loan poslove za naručitelje iz; Francuske, Kanade, Njemačke i Velike Britanije, koristeći najnaprednije tehnologije, materijale i dizajn. U Dnjipru domininantnu ulogu oduvijek ima i svemirska industrija, jer u gradu od 1950. djeluje Južni projektni biro i zavod Juzmaš, ustanove koje su imale prestižan ugled diljem svijeta kada je u pitanju proizvodnja vojnih i civilnih raketa.

## Prijevoz i promet
Gradski javni prijevoz unutar grada Dnjipra dobro je organiziran, grad ima; tramvaje, autobuse, trolejbuse. Dnjipro također ima podzemnu željeznicu, otvorenu 1995., koja se zasad sastoji od jedne linije i 6 postaja. Rad na drugim linijama napušten u novije vrijeme jer grad trenutno nema novaca za nastavak radova.
Dnjipro je čvorište magistralnih cesta za Kijev, Donjeck, Harkiv i Zaporižžju. Dnjipro je veliko željezničko čvorište, dnevno voze vlakovi prema mnogim gradovima Istočne Europe. Postoje dva brza vlaka na dan koja povezuju Kijev i Dnjipro. Grad ima međunarodnu zračnu luku Dnipropetrovsk International Airport, i dobro je povezan s gradovima u Europi i svijetu.

## Kultura i turizam
Grad ima više kazališta, Operu i brojne muzeje i sveučilište. Gradsku katedralu, Preobraženjski sabor, podigla je 1787. carica Katarina II. U gradu se nalazi niz zanimljivih turističkih atrakcija.

## Slavne osobe iz Dnjipra
- Boris Sagal - američki televizijski i filmski redatelj, rođen je u Dnjipru
- Sergej Prokofjev - skladatelj
- Leonid Kogan - slavni violinist
- Leonid Kučma - Predsjednik Ukrajine, 1994. – 2005.
- Leonid Levin - računalni znanstvenik
- Julija Tymošenko - Premijerka Ukrajine 2005., i od 2007. do danas
- Vira Brežnjeva, školovala se ukrajinska pop pjevačica i voditeljica

## Šport
U gradu igra poznati ukrajinski prvoligaški nogometni klub FK Dnjipro.

## Vanjske poveznice
- Stranice grada (na engleskom)
- Povijest grada (na engleskom)